# Kasacja (Polska)
Kasacja – nadzwyczajny środek zaskarżenia od prawomocnego wyroku sądu odwoławczego w postępowaniu karnym, rozpoznawana przez Sąd Najwyższy. W przeszłości funkcjonowała także jako środek odwoławczy do III instancji w postępowaniu cywilnym. 

## Kasacja w postępowaniu cywilnym
W postępowaniu cywilnym ustawa z 1 marca 1996 roku wprowadziła środek odwoławczy nazwany kasacją, będący w istocie połączeniem kasacji i rewizji – Sąd Najwyższy mógł nie tylko uchylić (skasować) zaskarżone orzeczenie, lecz także je zmienić. Był to środek odwoławczy od orzeczeń wydanych przez sąd II instancji, charakterystyczny dla systemu opartego na sądach trzech instancji. Normowały ją przepisy art. 392 do 39320 kodeksu postępowania cywilnego. Ustawą z dnia 22 grudnia 2004 roku kasacja w postępowaniu cywilnym została zamieniona przez będącą jej odpowiednikiem skargę kasacyjną, która jest nadzwyczajnym środkiem odwoławczym i przysługuje wyłącznie od niektórych orzeczeń prawomocnych. Podobnie skargę kasacyjną ujmował kodeks postępowania cywilnego z 1930 roku, aczkolwiek sam rozdział, w którym mieściły się przepisy o skardze kasacyjnej, był zatytułowany „kasacja”. 

## Kasacja w postępowaniu karnym

### Podmioty uprawnione
Kasację ma prawo wnieść:
- strona (kasacja tzw. zwyczajna) – tylko od prawomocnego wyroku sądu odwoławczego kończącego postępowanie; jeżeli jednak nie zaskarżyła ona wyroku sądu I instancji, a sąd odwoławczy wyrok ten utrzymał w mocy albo zmienił na jej korzyść, kasacja nie przysługuje (nie dotyczy kasacji opartej na tzw. bezwzględnych przesłankach odwoławczych z art. 439 k.p.k.),
- Prokurator Generalny lub Rzecznik Praw Obywatelskich (kasacja tzw. nadzwyczajna) – od każdego prawomocnego orzeczenia sądu, kończącego postępowanie. Jeżeli przez wydanie orzeczenia doszło do naruszenia praw dziecka kasację od każdego prawomocnego orzeczenia sądu kończącego postępowanie może wnieść Rzecznik Praw Dziecka.

### Wymogi co do formy i treści
Kasacja powinna odpowiadać ogólnym wymogom pisma procesowego, a ponadto należy w niej wskazać, na czym polega zarzucane uchybienie. Może ono dotyczyć wyłącznie:
- zaistnienia tzw. bezwzględnej przesłanki odwoławczej (z art. 439 k.p.k.),
- innego rażącego naruszenia prawa, jeżeli mogło ono mieć istotny wpływ na treść orzeczenia.

Kasacja nie może być wniesiona wyłącznie z powodu niewspółmierności kary, chyba że kasację wnosi Prokurator Generalny w sprawach o zbrodnie. Dodatkowo kasacja na korzyść przysługuje tylko wtedy, gdy oskarżony został skazany na karę pozbawienia wolności bez warunkowego zawieszenia jej wykonania, a na niekorzyść – tylko gdy został on uniewinniony albo postępowanie zostało umorzone. Ograniczenie to nie ma zastosowania w razie oparcia kasacji na bezwzględnych przesłankach odwoławczych.
Kasacja wnoszona przez stronę musi być sporządzona i podpisana przez adwokata lub radcę prawnego albo radcę Prokuratorii Generalnej Rzeczypospolitej Polskiej (przymus adwokacki). Strona wnosi kasację do SN za pośrednictwem sądu odwoławczego, pozostałe podmioty uprawnione – bezpośrednio. Strona niezwolniona od opłaty sądowej musi załączyć do kasacji dowód uiszczenia tej opłaty.

### Termin
Zgodnie z art. 524 k.p.k. termin do wniesienia kasacji to 30 dni od daty doręczenia orzeczenia z uzasadnieniem. Termin ten nie wiąże Prokuratora Generalnego, Zastępcy Prokuratora Generalnego do spraw wojskowych, Rzecznika Praw Obywatelskich i Rzecznika Praw Dziecka, ale kasacja na niekorzyść oskarżonego, wniesiona po upływie 1 roku od uprawomocnienia się orzeczenia, nie może zostać uwzględniona.

### Postępowanie wykroczeniowe
W postępowaniu wykroczeniowym występuje wyłącznie tzw. kasacja nadzwyczajna. Można uwzględnić kasację na niekorzyść obwinionego, jeżeli nie upłynęły jeszcze 3 miesiące od dnia uprawomocnienia się orzeczenia. Do kasacji stosuje się odpowiednio (tj. z koniecznością wprowadzenia stosownych zmian) wskazane przez Kodeks postępowania w sprawach o wykroczenia przepisy k.p.k.